# Arnevi
Arnevi är ett nybildat namn i fornnordisk stil, sammansatt av arn (örn) och vi (vigd åt gudarna). Tidigast kända belägg i Sverige är från år 1875.
Den 31 december 2012 fanns det totalt 19 kvinnor folkbokförda i Sverige med namnet Arnevi, varav 6 bar det som tilltalsnamn.
Namnsdag: saknas (4 augusti 1986-1993)